# ویلیام برایدون
ویلیام برایدون (انگلیسی: William Brydon; ۱۰ اکتبر ۱۸۱۱ – ۲۰ مارس ۱۸۷۳) فرد نظامی اهل پادشاهی متحد بریتانیای کبیر و ایرلند بود. وی همچنین برندهٔ جوایزی همچون نشان حمام شده‌است.